# Abtei Saint-Paul (Besançon)
Die Abtei Saint-Paul in Burgund war ein zuerst burgundisches und später französisches Benediktinerkloster im historischen Zentrum von Besançon. Sie bestand von etwa 630 bis 1791.

## Geschichte

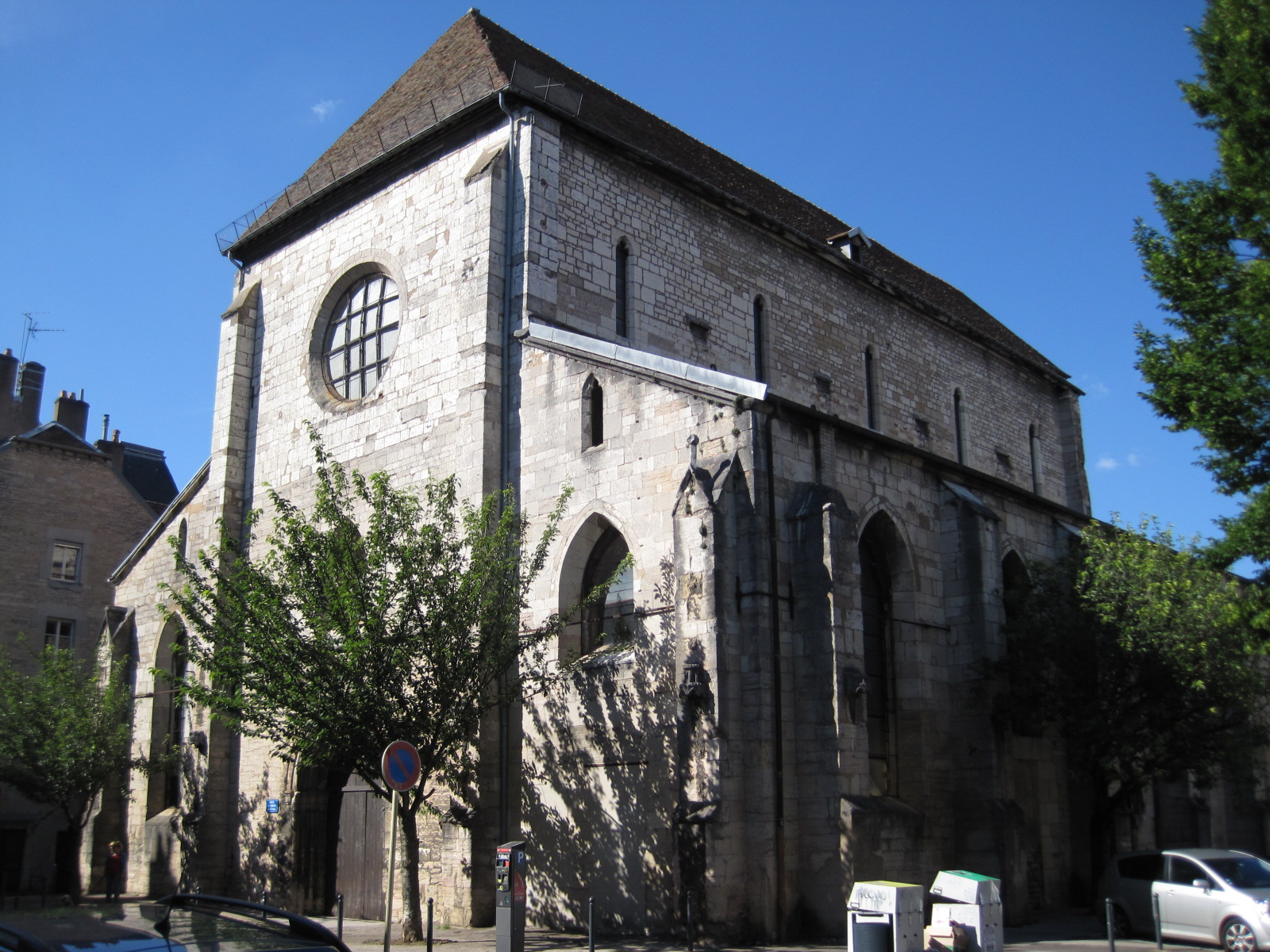
Abtei Saint-Paul

Das Kloster wurde etwa 630 vom heiligen Donatus von Besançon, dem 26. Erzbischof von Besançon und Schüler des Columban von Luxeuil, auf einem vermutlich eigenen Grundstück an der heutigen Rue d’Alsace an der Schleife des Flusses Doubs gegründet.
Donatus ließ das Kloster auf den Resten eines römischen Palatiums bauen. Deshalb wurde die Abtei in den damaligen Texten als Palatium bezeichnet. Über das ursprüngliche Patrozinium der Gründung ist nichts bekannt. Der erzbischöfliche Gründer gab der Abtei die columbanische Ordensregel, die bereits im einflussreichen nahegelegenen Kloster Luxeuil praktiziert wurde. Entsprechend der Entwicklung in Luxeuil nach dem Tod von Columbans Nachfolger Eustasius, einem Verwandten des Donatus, ist jedoch davon auszugehen, dass unter dem Eindruck der Synode von Mâcon auch in der Abtei Saint-Paul schon bald die Regula Benedicti eingeführt wurde.
Sowohl der Erzbischof Donatus als auch sein Vater Waldelenus, der der Dux von Transjuranien war, fanden ihre letzten Ruhestätten in der burgundischen Abtei.
1044, während der Kirchenreformen des 11. Jahrhunderts, wandelte der Erzbischof von Besançon, Hugo I. von Salins, die Abtei in ein Kollegiatstift um und organisierte das Stiftskapitel nach der Augustinusregel. Mit der Gründungsurkunde erhielt das Augustinerstift das Patrozinium der Maria (Mutter Jesu), des Paulus von Tarsus und des heiligen Antidius.
1791 wurde die Abtei als nationales Eigentum requiriert. Sie diente zunächst als Stall für die Armee, dann als Bekleidungssammelstelle für die revolutionäre Stadtverwaltung.
Nach der Zerstörung des Glockenturms, des Querschiffs und des Chors im 19. Jahrhundert blieb von dem ehemaligen Kloster nur das gotische Kirchenschiff erhalten. Überreste des Glockenturms befinden sich im Hof des städtischen Archivs von Besançon.